# Santo Stefano Rotondo
De Santo Stefano Rotondo is een vroegchristelijke kerk in Rome.
De kerk werd in de eerste helft van de 5e eeuw op de Caelius gebouwd in opdracht van de West-Romeinse keizer Valentinianus III (425-455) of Paus Sixtus III (432-440). Het gebouw werd tijdens het pontificaat van Paus Simplicius (468-483) ingewijd. Op dit terrein stond eerder de Castra Peregrina.
De Santo Stefano Rotondo heeft een ronde vorm, die mogelijk is gebaseerd op de eerste Heilig Grafkerk in Jeruzalem die honderd jaar eerder was gebouwd. De kerk bestond oorspronkelijk uit een centraal deel dat werd omgeven door twee concentrische beuken. Vier exedra's waren als kapellen in een kruisvorm tegen de middenbeuk aan gebouwd. Het centrale deel van de kerk heeft een diameter en een hoogte van 22 meter en wordt gedragen door 22 antieke zuilen met 5e-eeuwse kapitelen in de Ionische orde. 22 halfronde ramen laten licht de kerk binnen. Tegen het centrale deel is de concentrische middenbeuk met een diameter van 45 meter aan gebouwd. Tussen de middenbeuk en de buitenste ring was een open corridor, die door de vier kapellen werd onderbroken. De buitenste ring had destijds een diameter van 64 meter.
Onder Paus Adrianus I (772-795) was de constructie dusdanig verzwakt, dat het centrale deel met drie bogen versterkt moest worden. In mei 1084 vielen de Noormannen onder Robert Guiscard Rome binnen en brachten daarbij grote schade toe aan onder andere de Santo Stefano Rotondo. De kerk kon niet goed hersteld worden en onder Paus Innocentius II (1130-1143) werden de buitenste ring en drie van de vier kapellen afgebroken. De 44 arcaden van de middelste ring werden dichtgemetseld en de oostelijke kapel werd verbouwd tot entreeportaal. In 1453 kreeg de kerk zijn huidige uiterlijk toen een dubbel portaal werd aangebouwd.
Bij opgravingen in 1658 zijn de restanten van een mithraeum onder de kerk gevonden. Ook werden restanten van barakken van de Castra Peregrina aangetroffen.

## Bron
- B. Hintzen-Bohlen, Kunst & Architektur Rom, vertaling door W. Werkman en L. Staal (Kunst en Architectuur Rome), Keulen 2005. pp.338 ISBN 9783833150579
- K. Pauwels & I. van Nerum, Standaardgids: Rome, Antwerpen 1995. pp.191. ISBN 9002198256
- A. Claridge, Rome (Oxford Archaeological Guides), London 1998. pp.308-311. ISBN 019288003-9